# 酉群
酉群，又叫幺正群，是李群的一种。在群论中，{\displaystyle n}阶酉群（unitary group）是{\displaystyle n\times n}酉矩阵组成的群，群乘法是矩阵乘法。酉群记作{\displaystyle {\text{U}}(n)}，是一般线性群{\displaystyle {\text{GL}}(n,\mathbf {C} )}的一个子群。
在最简单情形{\displaystyle n=1}，群{\displaystyle {\text{U}}(1)}相当于圆群，由所有绝对值为1的复数在乘法下组成的群。所有酉群都包含一个这样的子群。
酉群{\displaystyle {\text{U}}(n)}是一个{\displaystyle n^{2}}维实李群。{\displaystyle {\text{U}}(n)}的李代数由所有复{\displaystyle n\times n}斜埃尔米特矩阵组成，李括号为交换子。
一般酉群(也称为酉相似群）由所有复矩阵{\displaystyle A}使得
{\displaystyle A^{*}A}是恒同矩阵非零复数倍，这就是酉群与恒同矩阵的正数倍的乘积。

## 性质
因为酉矩阵的行列式是模长1复数，行列式给出了一个群同态
{\displaystyle \det \colon \mathrm {U} (n)\to \mathrm {U} (1)}
这个同态的核是行列式为单位的酉矩阵集合，这个子群称为特殊酉群，记作{\displaystyle {\text{SU}}(n)}。我们有李群的短正合列：
{\displaystyle 1\to \mathrm {SU} (n)\to \mathrm {U} (n)\to \mathrm {U} (1)\to 1\,}。
这个短正合列分裂，故{\displaystyle {\text{U}}(n)}可以写成{\displaystyle {\text{SU}}(n)}与{\displaystyle {\text{U}}(1)}的半直积。这里{\displaystyle {\text{U}}(1)}是{\displaystyle {\text{U}}(n)}中由{\displaystyle {\mbox{diag}}(e^{i\theta },1,1,\cdots ,1)}形式的矩阵组成的子群。
酉群{\displaystyle {\text{U}}(n)}对{\displaystyle n>1}是非交换的。{\displaystyle {\text{U}}(n)}的中心是数量矩阵{\displaystyle \lambda I}，这里{\displaystyle \lambda \in {\text{U}}(1)}。这由舒尔引理得来。这样中心同构于{\displaystyle {\text{U}}(1)}。因为{\displaystyle {\text{U}}(n)}的中心是一个1维阿贝尔正规子群，酉群不是半单的。

## 拓扑
酉群{\displaystyle {\text{U}}(n)}作为{\displaystyle M_{n}(\mathbf {C} )}的子集赋予相对拓扑，{\displaystyle M_{n}(\mathbf {C} )}是所有{\displaystyle n\times n}复矩阵集合，本身同构于{\displaystyle 2n^{2}}维欧几里得空间。
作为一个拓扑空间，{\displaystyle {\text{U}}(n)}是紧连通空间。因为{\displaystyle {\text{U}}(n)}是{\displaystyle M_{n}(\mathbf {C} )}的一个有界闭子集，然后海涅-博雷尔定理可知紧性。欲证{\displaystyle {\text{U}}(n)}是连通的，回忆到任何酉矩阵{\displaystyle A}能被另一个酉矩阵{\displaystyle S}对角化。任何对角酉矩阵的对角线上都是绝对值为1的复数。从而我们可以写成
{\displaystyle A=S\,{\mbox{diag}}(e^{i\theta _{1}},\dots ,e^{i\theta _{n}})\,S^{-1}}。
{\displaystyle {\text{U}}(n)}中从单位到{\displaystyle A}的一条道路由
{\displaystyle t\mapsto S\,{\mbox{diag}}(e^{it\theta _{1}},\dots ,e^{it\theta _{n}})\,S^{-1}}
给出。
酉群不是单连通的；对所有{\displaystyle n}，{\displaystyle {\text{U}}(n)}的基本群是无限循环群
{\displaystyle \pi _{1}(U(n))\cong \mathbf {Z} }。
第一个酉群U(1)是一个拓扑圆周，熟知其有同构于{\displaystyle \mathbf {Z} }的基本群，包含映射{\displaystyle U(n)\to U(n+1)}在{\displaystyle \pi _{1}}上是同构（其商是斯蒂弗尔流形）。
行列式映射{\displaystyle \mathrm {det} \colon \mathrm {U} (n)\to \mathrm {U} (1)}诱导了基本群的同构，分裂映射{\displaystyle \mathrm {U} (1)\to \mathrm {U} (n)}诱导其逆。

## 相关的群

### 三选二性质
酉群是正交群、辛群与复数群的3重交集：
{\displaystyle U(n)=O(2n)\cap GL(n,\mathbf {C} )\cap Sp(2n,\mathbf {R} ),}
从而一个酉结构可以视为一个正交结构、复结构与辛结构，他们要求是“一致的”（意思是说：复结构与辛形式使用同样的{\displaystyle J}，且{\displaystyle J}是正交的；取定一个{\displaystyle J}将所有群写成矩阵群便确保了一致性）。
事实上，它是这三个中任何两个的交集；从而一个一致的正交与複结构导致了一个辛结构，如此等等。
在方程的层次上，这可以由下面看出
辛：{\displaystyle A^{T}JA=J,}
複：{\displaystyle A^{-1}JA=J,}
正交：{\displaystyle A^{T}=A^{-1},}
任何两个方程蕴含第三个。
在形式的层次上，这可从埃尔米特形式分解为实部与虚部看出：
实部是对称的（或正交），虚部是斜正交（辛）——他们由複结构联系（这便是一致性）。在一个殆凯勒流形上，可以将这个分解写成{\displaystyle h=g+i\omega }，这里{\displaystyle h}是埃尔米特形式，{\displaystyle g}是黎曼度量，{\displaystyle i}是殆复结构，而{\displaystyle \omega }是殆辛结构。
从李群的观点来看，这可部分地解释如下：
{\displaystyle O(2n)}是{\displaystyle GL(2n,\mathbf {R} )}的极大紧子群，而{\displaystyle U(n)}是{\displaystyle GL(n,\mathbf {C} )}与{\displaystyle Sp(2n)}的极大紧子群。从而交集{\displaystyle O(2n)\cap GL(n,\mathbf {C} )}或{\displaystyle O(2n)\cap Sp(2n)}是这些群的极大紧子群，即{\displaystyle U(n)}。从这个观点来看，意料之外的是交集{\displaystyle GL(n,\mathbf {C} )\cap Sp(2n)=U(n)}。

### 特殊酉群与射影酉群
就像正交群有子群特殊正交群与商群射影正交群{\displaystyle {\text{PO}}(n)}，以及子商群射影特殊正交群；酉群也有关联的特殊酉群{\displaystyle {\text{SU}}(n)}，射影酉群{\displaystyle {\text{PU}}(n)}，以及射影特殊酉群{\displaystyle {\text{PSU}}(n)}。他们的关系如左所示的交换图表；特别地，两个射影群相等：{\displaystyle \operatorname {PSU} (n)=\operatorname {PU} (n)}。
上面对经典酉群成立（复数上），对有限域，可以类似地得到特殊酉群与射影酉群，但是一般地{\displaystyle \operatorname {PSU} (n,q^{2})\neq \operatorname {PU} (n,q^{2})}。

## G-结构：殆埃米尔特
用G-结构的语言来说，一个具有{\displaystyle \mathrm {U} (n)}-结构的流形是一个殆埃米尔特流形。

## 推广
从李群的观点来看，典型酉群是斯坦伯格群{\displaystyle {}^{2}\!A_{n}}的实形式，后者是由一般线性群的“图表自同构”（翻转丹金图形 {\displaystyle A_{n}}，对应于转置逆）与扩张{\displaystyle \mathbf {C} /\mathbf {R} }的域同构（即复共轭）的复合得到的代数群。两个自同构都是代数群的自同构，阶数为2，可交换，酉群作为代数群是乘积自同构的不动点。典型酉群是这个群的实形式，对应于标准埃尔米特形式{\displaystyle \Psi }，它是正定的。
这可从几个方面推广：
- 推广到其它埃尔米特形式得到了不定酉群{\displaystyle \operatorname {U} (p,q)}；
- 域扩张可用任何2阶可分代数取代，最特别地是一个2阶有限域扩张；
- 推广到其它图表得出李型群，即其它斯坦伯格群{\displaystyle {}^{2}\!D_{n},{}^{2}\!E_{6},{}^{3}\!D_{4},}（以及{\displaystyle {}^{2}\!A_{n}}）Suzuki-Ree群{\displaystyle {}^{2}\!B_{2}\left(2^{2n+1}\right),{}^{2}\!F_{4}\left(2^{2n+1}\right),{}^{2}\!G_{2}\left(3^{2n+1}\right)}；
- 考虑一个推广的酉群作为代数群，可取它的点在不同的代数上。

### 不定形式
类似于不定正交群，给定一个不必正定（但一般取为非退化）的埃尔米特形式，考虑保持这个形式的变换，我们可以定义不定酉群。这里我们在复向量空间上考虑问题。
给定复向量空间{\displaystyle V}上的一个埃尔米特形式{\displaystyle \Psi }，酉群{\displaystyle U(\Psi )}是保持这个形式的变换群：变换{\displaystyle M}使得{\displaystyle \Psi (Mv,Mw)=\Psi (v,w)}，对所有{\displaystyle v,w\in V}。写成矩阵，设这个形式用矩阵{\displaystyle \Phi }表示，这便是说{\displaystyle M^{*}\Phi M=\Phi }。
就像实数上的对称形式，埃尔米特形式由符号确定，所有都是酉合同于对角线上{\displaystyle p}个元素为1，{\displaystyle q}个{\displaystyle -1}的对角矩阵。非退化假设等价于  {\displaystyle p+q=n}。在一组标准基下，这代表二次形式：
{\displaystyle \lVert z\rVert _{\Psi }^{2}=\lVert z_{1}\rVert ^{2}+\dots +\lVert z_{p}\rVert ^{2}-\lVert z_{p+1}\rVert ^{2}-\dots -\lVert z_{n}\rVert ^{2},}
作为对称形式是：
{\displaystyle \Psi (w,z)={\bar {w}}_{1}z_{1}+\cdots +{\bar {w}}_{p}z_{p}-{\bar {w}}_{p+1}z_{p+1}-\cdots -{\bar {w}}_{n}z_{n},}
得出的群记为{\displaystyle U(p,q)}。

### 有限群
在{\displaystyle q=p^{r}}个元素的有限域{\displaystyle \mathbf {F} _{q}}上，有一个惟一的2阶扩张域  {\displaystyle \mathbf {F} _{q^{2}}}，带有2阶自同构{\displaystyle \alpha \colon x\mapsto x^{q}}（弗罗贝尼乌斯自同构的{\displaystyle r}次幂）。这使得我们可以定义{\displaystyle \mathbf {F} _{q^{2}}}上一个向量空间{\displaystyle V}上的埃尔米特形式，是一个{\displaystyle \mathbf {F} _{q}}-双线性映射{\displaystyle \Psi \colon V\times V\to K}使得{\displaystyle \Psi (w,v)=\alpha \left(\Psi (v,w)\right)}以及{\displaystyle \Psi (w,cv)=c\Psi (w,v)}对{\displaystyle c\in \mathbf {F} _{q^{2}}}。另外，有限域上向量空间的所有非退化埃尔米特形式都酉合同与用恒同矩阵表示的标准形式。这便是说，任何埃尔米特形式酉等价于
{\displaystyle \Psi (w,v)=w^{\alpha }\cdot v=\sum _{i=1}^{n}w_{i}^{q}v_{i},}
这里{\displaystyle w_{i},v_{i}}表示{\displaystyle w,v\in V}在{\displaystyle n}-维空间{\displaystyle V}的某个特定{\displaystyle \mathbf {F} _{q^{2}}}-基下的坐标(Grove 2002，Thm. 10.3)。
从而我们对扩张{\displaystyle \mathbf {F} _{q^{2}}/\mathbf {F} _{q}}可以定义一个（惟一的）{\displaystyle n}维酉群，记作{\displaystyle U(n,q)}或{\displaystyle U\left(n,q^{2}\right)}（取决于作者的习惯）。酉群中矩阵的行列式为1的子群称为特殊酉群，记作{\displaystyle SU(n,q)}或{\displaystyle SU(n,q^{2})}。为方便起见，本文使用{\displaystyle U(n,q^{2})}写法。{\displaystyle U(n,q^{2})}的中心的阶数为{\displaystyle q+1}由为酉数量矩阵组成，这便是所有矩阵{\displaystyle cI_{V}}，这里{\displaystyle c^{q+1}=1}。特殊酉群的中心的阶数为{\displaystyle \gcd(n,q+1)}，由那些阶数整除{\displaystyle n}的酉数量矩阵组成。酉群除以中心的商称为射影酉群，{\displaystyle PU(n,q^{2})}，特殊酉群除以中心是射影特殊酉群{\displaystyle PSU(n,q^{2})}。在大多数情形（{\displaystyle n\geq 2}与{\displaystyle (n,q^{2})\notin \{(2,2^{2}),(2,3^{2}),(3,2^{2})\}}），{\displaystyle SU(n,q^{2})}是完全群而{\displaystyle PSU(n,q^{2})}是有限单群(Grove 2002，Thm. 11.22 and 11.26)。

### 2阶可分代数
更一般地，给定一个域{\displaystyle k}与一个2阶可分{\displaystyle k}-代数{\displaystyle K}（可能是一个域扩张但也未必），我们可以定义关于这个扩张的酉群。
首先，存在{\displaystyle K}的惟一{\displaystyle k}-自同构{\displaystyle a\mapsto {\bar {a}}}是一个对合且恰好不动元为{\displaystyle k}（{\displaystyle a={\bar {a}}}当且仅当{\displaystyle a\in k})。这是复共轭与2阶有限域扩张共轭的推广，从而我们可以在它上面的定义埃尔米特形式与酉群。

### 代数群
定义酉群的方程是一些{\displaystyle k}上的多项式方程（但不是在{\displaystyle k}上）：对标准形式 
{\displaystyle \Phi =I}，这些方程由矩阵{\displaystyle A^{*}A=I}给出，这里{\displaystyle A^{*}={\overline {A}}^{t}}是共轭转置。给定另外一个形式，它们是{\displaystyle A^{*}\Phi A=\Phi }。从而酉群一个代数群，它在一个{\displaystyle k}-代数{\displaystyle R}上的点由
{\displaystyle \operatorname {U} (n,K/k,\Phi )(R):=\left\{A\in \operatorname {GL} (n,K\otimes _{k}R):A^{*}\Phi A=\Phi \right\}}
给出。
对域扩张{\displaystyle \mathbf {C} /\mathbf {R} }与标准（正定）埃尔米特形式，这得出了具有实点与复点的代数群：
{\displaystyle \operatorname {U} (n,\mathbf {C} /\mathbf {R} )(\mathbf {R} )=\operatorname {U} (n),}
{\displaystyle \operatorname {U} (n,\mathbf {C} /\mathbf {R} )(\mathbf {C} )=\operatorname {GL} (n,\mathbf {C} )}。

## 分类空间
关于U(n)的分类空间在条目U(n)的分类空间中描述。